# Skuodas
Skuodas ( escoltar (?·pàg.), (en samogitià: Skouds) és una ciutat del districte municipal de Skuodas, al comtat de Klaipėda i nord-oest de Lituània vora la frontera amb Letònia. El riu Bartuva travessa la ciutat.

## Història

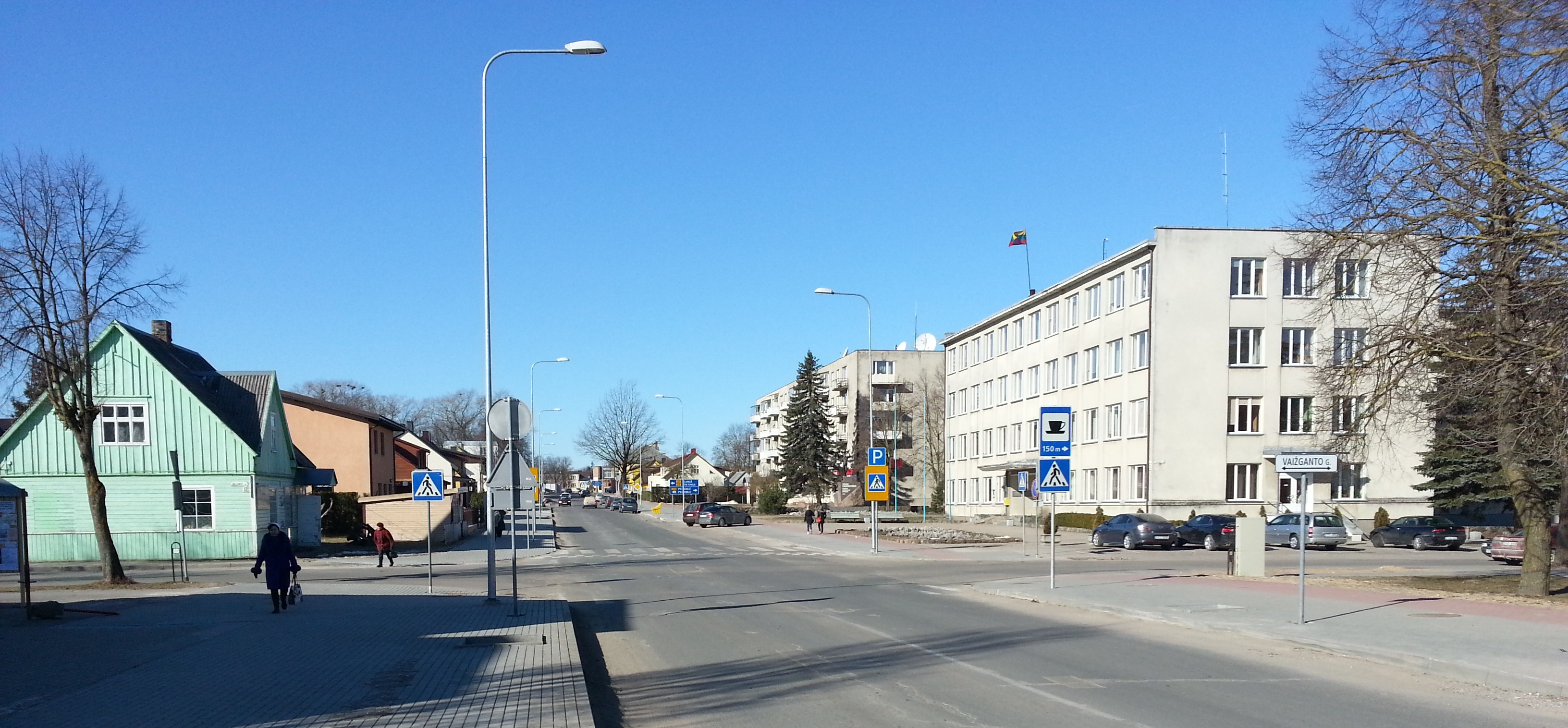
Carrer de Skuodas el 2013

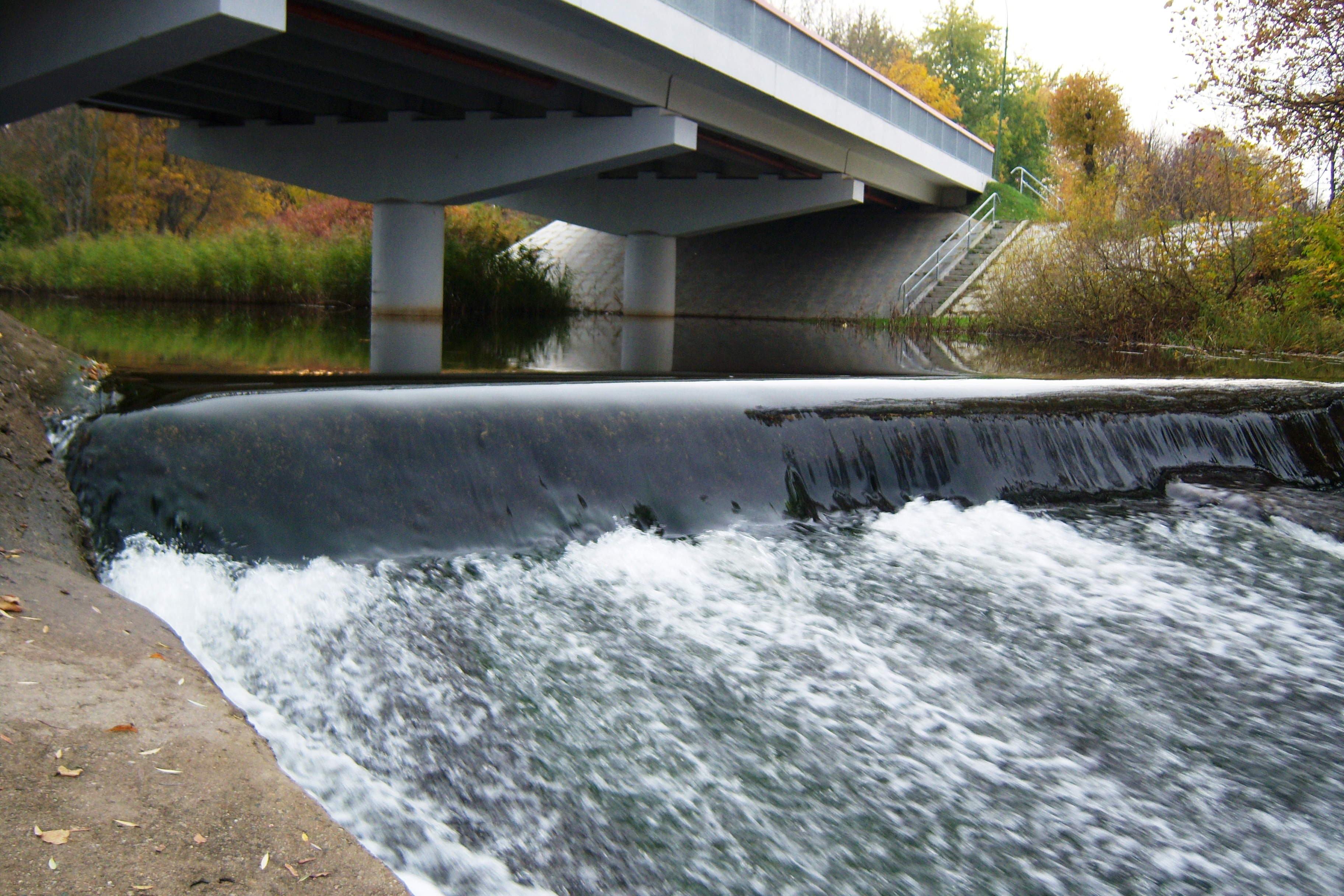
Riu Bartuva a Skuodas

Skuodas va ser esmentada per primera vegada en fonts escrites el 1253. El 1572 se li van concedir a Skuodas els drets de ciutat gràcies a Jonas Chodkiewicz que era amo de la ciutat. El mateix any, després que els drets de la ciutat se'ls hagués concedit, una nova part dels habitants es van instal·lar a la riba dreta del riu Bartuva. En el centre d'aquesta nova ciutat es va construir una nova plaça rectangular amb l'ajuntament i edificis comercials.
Després de l'era de Chodkiewicz la ciutat va passar sota el poder de la família Sapieha fins al 1832. El 1776 Skuodas va perdre els drets de ciutat i va passar a ser una ciutat fronterera amb una duana.
El 1821 es va construir una església Evangèlica Luterana i el 1847 l'actual església catòlica amb maçoneria de pedra i maons i amb les característiques de l'arquitectura del neoromànic. Aquesta església va ser consagrada pel bisbe Motiejus Valančius el 1850. El 1614 s'havia creat la primera escola parroquial.
L'any 1911 es va establir la impremta i el ramal ferroviari Priekulė-Klaipeda va ser construït el 1915.
La ciutat tenia una comunitat jueva al segle xix, amb quatre sinagogues. El 1897, quasi 2.300 jueus formaven el 60% de la població i dominaven el comerç a Skuodas. El 1941, després de la invasió alemanya, i l'establiment de les persecucions pels nacionalistes lituans, els jueus van ser assassinats.
Durant el període d'entreguerres Skuodas tenia uns 4.410 habitants. Va ser coneguda per la seva fàbrica de sabates «Kontinent». Skuodas també tenia un cinema amb equips moderns. La ciutat va patir greument durant la Segona Guerra Mundial. Després de la guerra va ser reconstruïda la plaça que havia quedat en ruïnes. L'any 1992 es va aprovar l'escut d'armes de Skuodas.

## Ciutats agermanades
- Lindås, Noruega